# Витинанка (філателія)

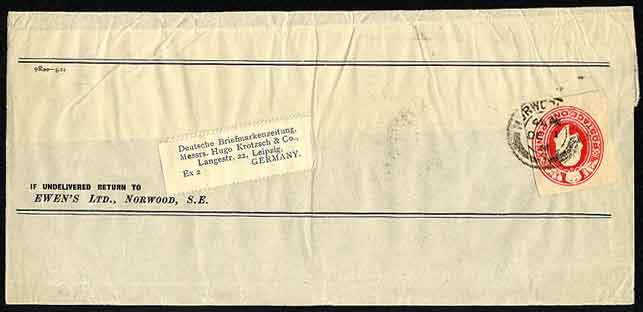
Газетна обгортка, проштампована з вирізом і відправлена в 1911 році компанією Евена до Німеччини

Витинанка — у філателії відбиток марки, вирізаний з предмета поштового канцелярського приладдя, такого як поштової картки, аркуша листа, аерограми або бандеролі, яка могла використовуватися як звичайна марка.

## Історичні аспекти
У Великій Британії використання поштою витинанок було заборонено відповідно до Закону про пошту 1870 року. Ця заборона діяла до 31 грудня 1904 року. У 1905 році Герберт Л'Естранж Евен опублікував буклет «Неклейкі поштові марки Великої Британії», що розповідав про витинанки для поштових канцелярських товарів.

## Форми витинанок

### Вирізаний квадрат

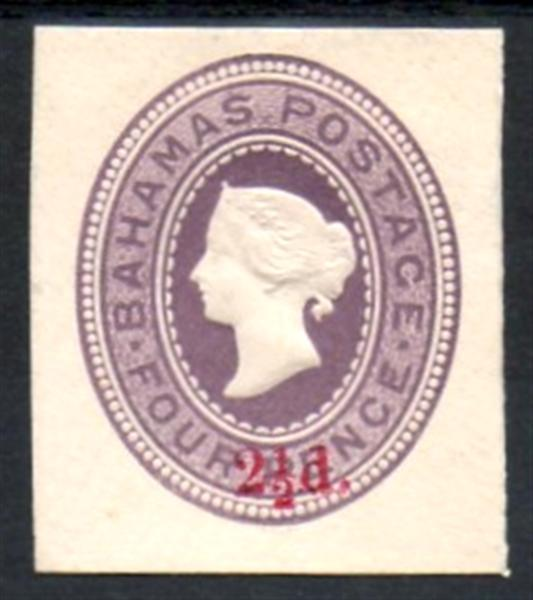
Марка Багамських островів із відбитком 4d, вирізана квадратом із частини поштового канцелярського приладдя з накладкою 2½d

Вирізаний квадрат має квадратну або прямокутну форму. Альтернативним використанням цього терміна є просто будь-яка марка на аркушах або поштових канцелярських вирізах, вирізаних у квадратній або прямокутній формі, а не нарізаних за потрібною формою.
Його відрізняють від цілого (повний поштовий канцелярський предмет) або від більш поширеної практики попередніх епох вирізання за формою видаленням усього паперу, крім відбитої марки. Варіантом вирізаного квадрата є повний кут, який є зрізом кута, який включає неушкоджений клапан і задню частину конверта, а також передню частину.
Подібно до того, як використані поштові марки вирізали, просочували та поміщали в альбом, колекціонери також вирізали знаки поштового канцелярського приладдя та зручно монтували їх в альбоми. Зараз більшість колекціонерів не сприймають таку практику, яка збирає все, таким чином зберігаючи історію пошти, конверта та штемпеля. Щоб проілюструвати, наскільки змінився акцент у колекції вирізаних квадратів, найновіша публікація Товариства поштових канцелярських товарів США про конверти з марками США ХХ та ХХІ століть навіть не згадує про вирізані квадрати, тоді як у її попередньому виданні було лише сім років тому. раніше присвятив розділ їх ціноутворенню.

Термін «вирізаний квадрат» відрізняється від терміна, який використовується на шматку, який позначає клейку марку, вирізану таким же чином з оригінальної поверхні, щоб зберегти весь поштовий штамп.

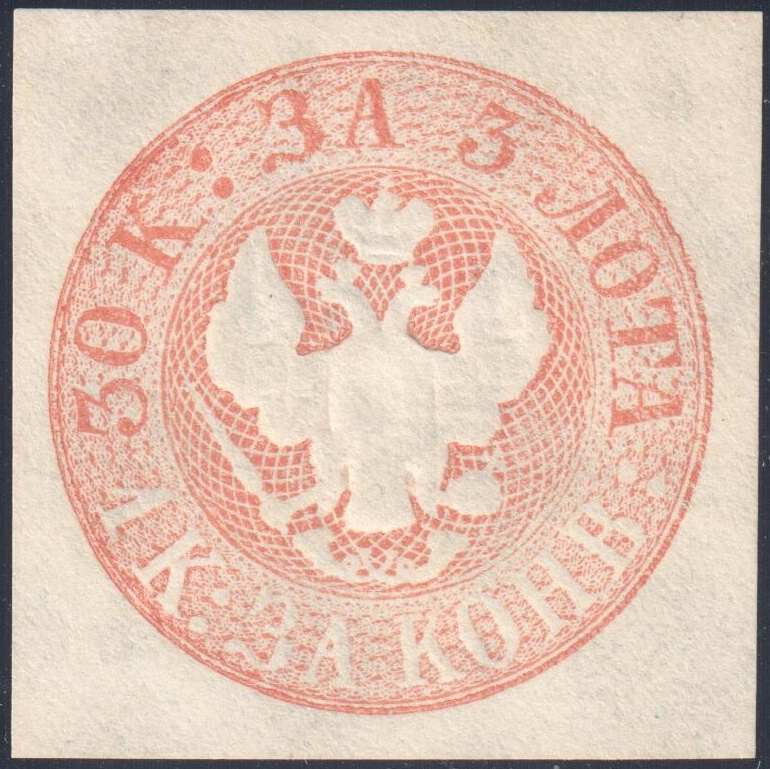
Росія 1849, 30k невикористаний квадрат
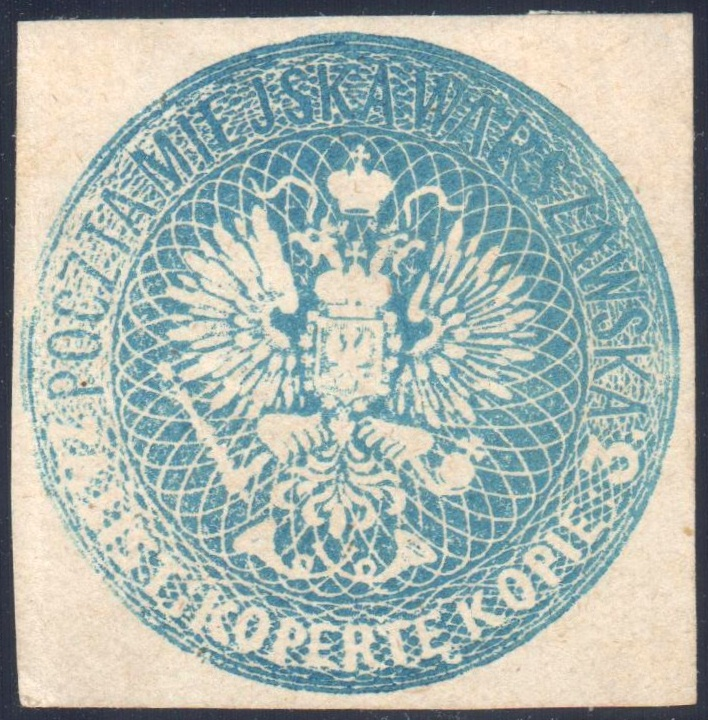
Польща 1860, 3k невикористаний вирізаний квадрат
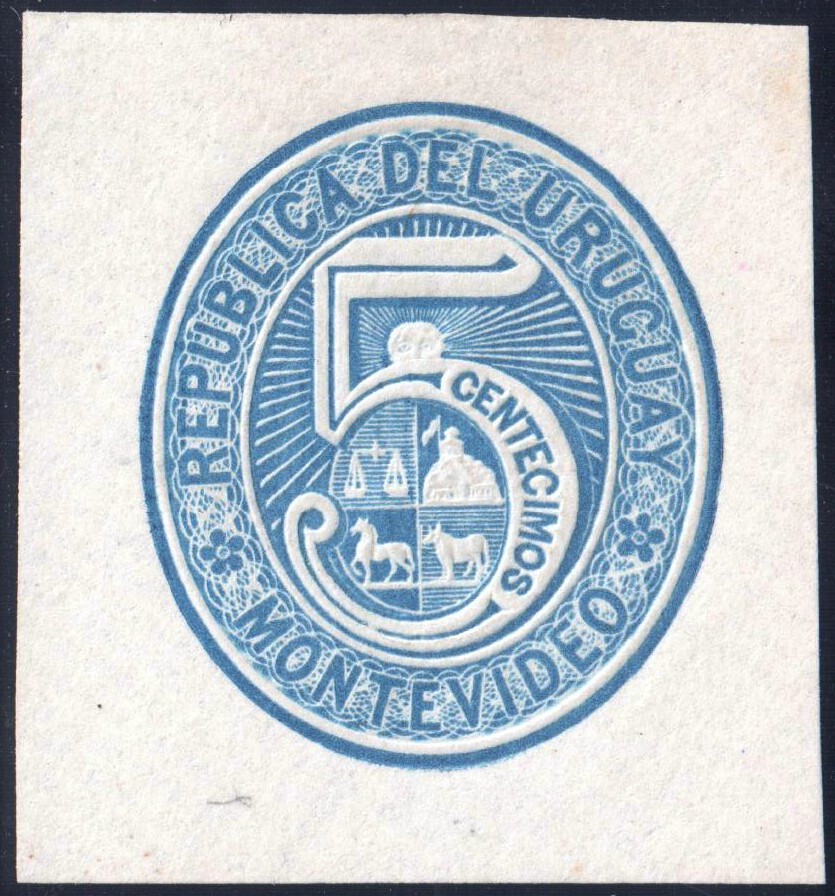
Уругвай 1866, 5c невикористаний вирізаний квадрат
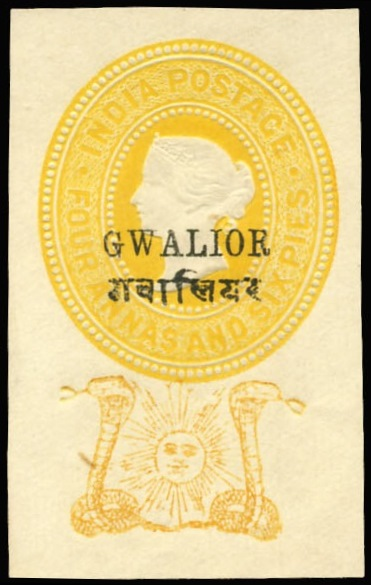
Gwalior 1886, 4A6P невикористаний квадрат
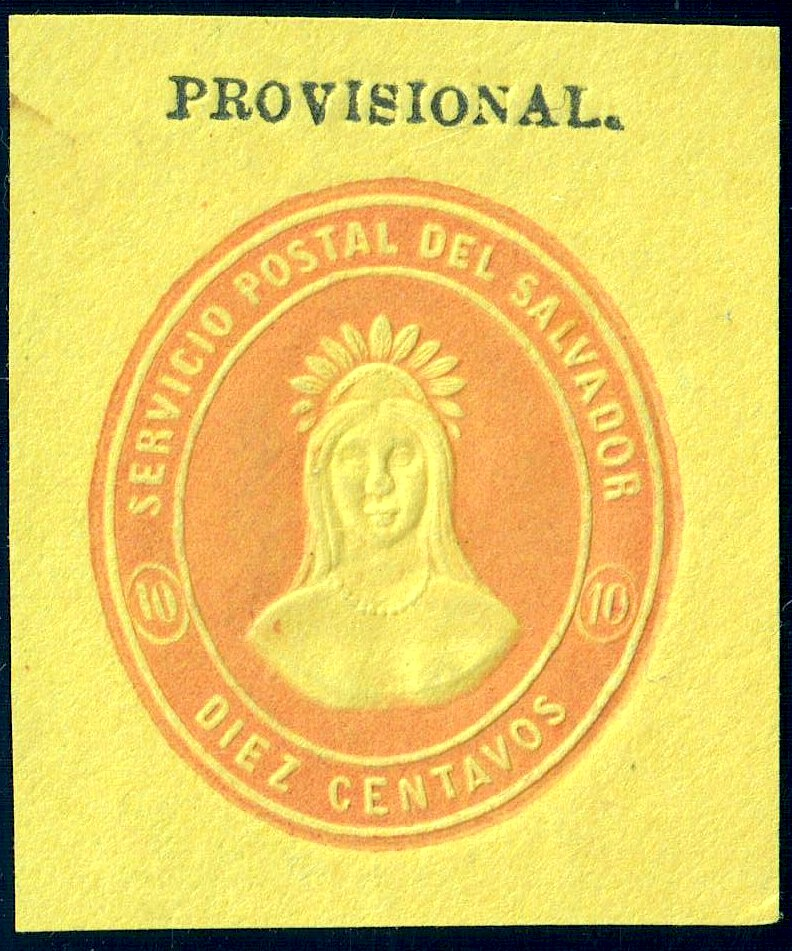
Сальвадор 1887, 10c невикористаний квадрат
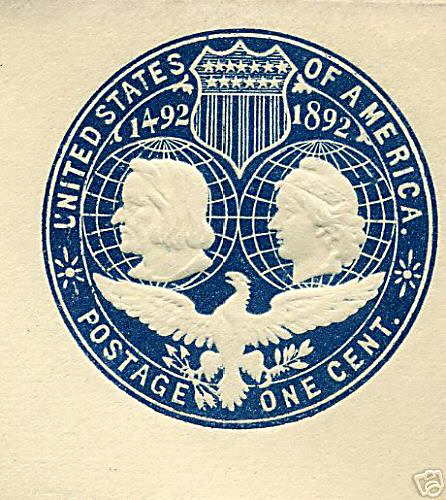
США 1892, 1c невикористаний квадрат

### Вирізка за формою

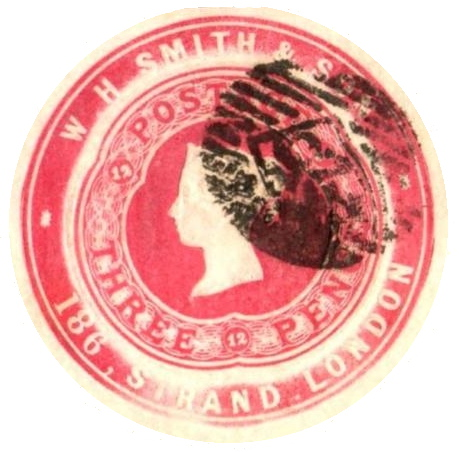
Рекламне кільце, вирізане за формою

Вирізка за формою — це знак, вирізаний відповідно до форми дизайну, наприклад восьмикутника, кола чи овалу, замість того, щоб просто вирізати квадратну або прямокутну форму.

Марки, вирізані за формою, майже завжди мають нижчу ціну, ніж ті, що були вирізані прямокутними, а іноді мають невелику цінність або взагалі не мають цінності, особливо конвертні знаки, вирізані за формою. Хоча багато марок, на жаль, були вирізані за формою колекціонерами, деякі ранні марки були виготовлені без перфорації і часто були вирізані за формою людьми перед тим, як вони наклеювали марки на свої конверти. Це стосується, наприклад, восьмикутної марки Індії «4 Анни», випущеної в 1854 році, яку найчастіше можна зустріти вирізаною за формою на конвертах або шматочках.

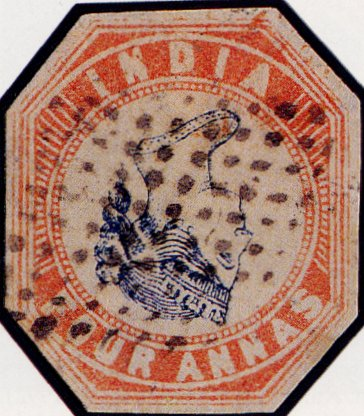
Індія 1854 (перевернута голова), вирізана за формою
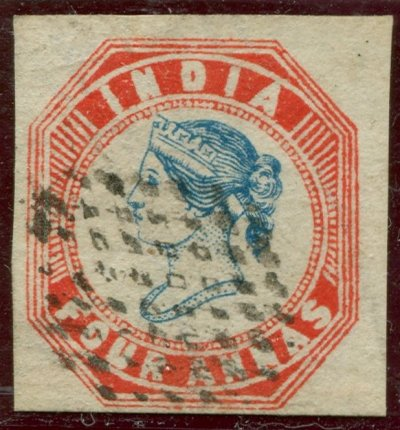
Індія 1854, вирізаний квадрат

Усі вцілілі зразки Індії 1854 року (з перевернутою головою) використовуються на пошті. Лише два (або три) з них вирізані у формі квадрата; ще 24, або близько того, вирізані у формі восьмикутника. Одна з них з колекції графа Кроуфорда була виставлена на Всесвітній філателістичній виставці у Вашингтоні в 2006 році.
«Найвідоміша у світі марка» — унікальна 1856 року «пурпурова марка Британська Гвіана» — вирізана у восьмикутну форму. Отже, її називають вирізаною за формою, хоча технічно цей термін є неправильним, оскільки дизайн марки має прямокутну форму.